# Idhun
Idhun (titre original : Memorias de Idhun) est une trilogie de fantasy écrite par Laura Gallego García. En 2004, elle entama l’écriture de cette nouvelle trilogie qui reste à ce jour son plus gros succès avec plus de 350 000 exemplaires vendus. L'édition française est parue le 30 avril 2010, aux Éditions Bayard jeunesse.

## Histoire
Jack, en rentrant chez lui, retrouve ses parents morts, tués par Kirtash, un mystérieux et impitoyable assassin. Il est sauvé par Alsan et Shail qui lui apprennent qu'il est lié à un monde nommé Idhun. Ses sauveurs l'amènent dans un lieu sûr, où il rencontre Victoria, jeune fille dans la même situation que lui. À eux deux, ils devront sauver ce monde inconnu.

## Réception critique
Bien que comparé à Eragon pour son manque d’originalité et la jeunesse de son auteur, L'Express qualifie le premier tome de « captivant par ses personnages attachants et le rythme bien dosé entre scènes d'action et magie ».

## Autres média
- Idhun (série télévisée d'animation) 2021 de Maite Ruiz de Austri pour Netflix.